# Ethnoécologie
L’ethnoécologie est l'étude scientifique de la façon dont différents groupes sociaux humains vivant dans des lieux différents comprennent les écosystèmes qui les entourent (et la notion d'écosystème) et leurs relations avec leur environnement.

## Descriptif
Ces études cherchent à comprendre de façon valide et fiable la façon dont les humains interagissent et ont interagi dans le passé avec l'environnement et comment ces relations complexes ont été soutenues ou se modifient au fil du temps. Le préfixe ethno- d'ethnoécologie indique une étude sociale et culturelle (par l'ethnologie) en conjonction avec l'écologie qui est la science de l'habitat et de la relation. L'ethnoécologie applique une approche axée sur le développement des liens entre ces deux champs scientifiques et vise à récolter ses données sur le terrain (sa méthodologie est celle de l'ethnographie, informée par les sciences de la nature) et à analyser ces connaissances locales (en botanique, avec l'ethnobotanique, en zoologie avec l'ethnozoologie, en biologie avec l'ethnobiologie, etc.), pour les replacer ensuite dans un cadre comparatiste (approche propre à l'anthropologie) plus global.